# Erdős család
A család Erdős István személyében kapott nemességet 1675. október 23-án I. Habsburg Lipóttól, feleségével Vass Annával és gyermekeivel Tamással, Ilona Helenával, Lászlóval Balázzsal együtt.
A család tagjai napjainkban a világ és Magyarország minden részén élnek, a főbb ágak:
- Mezőtúri, ebből egy ág továbbköltözött Svédországba.
- Porcsalmai, ez a család legrégebbi fő ága, mely ma is él Szabolcs-Szatmár-Bereg megyében.
- Csengeri
- Budapesti

## A család nevesebb tagjai
- Erdős Jenő (1912-1981) - író, újságíró, szociográfus.
- Erdős László (1898-1979) a Katonai évkönyv szerkesztője, katonai altisztképző intézeti tanár, katonai író, m. kir. honvéd őrnagy és páncélos alezredes. Részt vett az első világháborúban és az 1918-1920. évi lengyel–szovjet háborúban a lengyelek oldalán. Nemességét a magyar királyi belügyminiszter igazolta 1928-ban, 28.872/1928. szám alatt, majd 1937-ben 3830. szám alatt László és Levente nevű fiainak régi magyar nemességét igazolta, valamint az Erdős családnév viselésére való jogát. 1940. szeptember 1-jétől a páncélos csapat és a kerékpáros gyalogság őrnagya.

Kitüntetései:
1. Signum Laudis
2. Lengyel Szabadságkereszt
3. Polonia Rastituta
4. Polgári hadikereszt
5. Sebesülési érem
6. Koronás bronz Érdemérem
7. Háborús emlékérem

Fő művei:
- Katonai évkönyv (Budapest, 1938).
- A finn honvédelem. Finnország című újság 1940. Szerk.: Nagy Iván. Finn-Magyar Társaság. Budapest, 1940. 181-195.
- A finnek és észtek felszabadító hadjárata. Északi Rokonaink 5. 1942. január. 23-27.
- A finn-orosz háború. Északi Rokonaink 2. 1940. március. 103-112., második rész Északi Rokonaink 3. 1940. december. 158-166.
- Finnország szabadságharca. Finn-Magyar Társaság (Budapest, 1942).
- Mannerheim tábornagy, Finnország nemzeti hőse. Északi Rokonaink 6. 1942. január. 65-71.